# Laan Cawaale
Laan Cawaale is een gehucht in het district Lughaye, regio Awdal, in de niet-erkende staat Somaliland (en dus formeel gelegen in Somalië).
Laan Cawaale ligt op ca. 3 m hoogte op 1 km afstand van de kust van de Golf van Aden en 30 km ten noordwesten van de districtshoofdstad Lughaye, waarmee het dorp via een zandweg is verbonden. Het gebied is relatief dunbevolkt. Op 21 km afstand in de Guban-woestijnsteppe in het binnenland ligt het dorp Karuure.